# Desmethus chiriquensis
Desmethus chiriquensis är en mångfotingart som beskrevs av Loomis 1964. Desmethus chiriquensis ingår i släktet Desmethus och familjen Platydesmidae. Inga underarter finns listade i Catalogue of Life.